# 丸山健治
丸山 健治（まるやま けんじ、1955年4月2日 -2023年1月27日 ）は、長野県松本市出身のバスケットボール指導者である。　

## 来歴
- 松本市立鎌田中学校でバスケットを始め、松商学園高等学校に進み、卒業後は大阪商業大学へ進み、大学卒業後、校内暴力対策教員として、大阪府で困難校を歴任し、その後、奈良県教育委員会からの依頼を受け奈良県立奈良商業高等学校へ赴任。その後、コーチングを学ぶため渡米。

## 経歴
- 大阪樟蔭女子大学　ヘッドコーチ
- 大阪商業大学　コーチ
- 大商大クラブ　ヘッドコーチ
- 国民体育大会大阪府成年男子チーム　監督
- 学生オールスタージュニア西軍男子チーム　コーチ
- 学生オールスター西軍男子チーム　コーチ
- 大阪女子短期大学　ヘッドコーチ
- 国民体育大会大阪府成年女子チーム　ヘッドコーチ
- 大阪バスケットボール協会　理事
- 大阪商業大学コーチに復帰（関西学生リーグ２部降格へ降格したため）
- 荏原製作所　ヘッドコーチ（崩壊したチームの再建）
- WJBLエバラヴィッキーズ　ヘッドコーチ（現東京羽田ヴィッキーズの前身）
- 2006年JAPAN coaching system設立 （チームクリニック＆アドバイザー）
- 2013年：産経新聞夕刊一面「指導者としての考え方（体罰）」に関する記事が掲載される。
- MSNネットニュースに記事が掲載される。[1]
- 2013年：講演会：岡山県教育庁教育委員会にて講演会：演題「体罰に頼らない運動部指導」
- 2013年：講演会：石川県教育委員会教育センターにて講演：演題「生徒の力を引出す部活動の指導」
- 2014年：大阪府教育委員会　東大阪市教育委員会　東大阪市立繩手南中学校にて講演会
- 2023年：肺ガンにより死去